# Santiago Atitlán
Santiago Atitlán – miasto w Gwatemali, w departamencie Sololá. Leży nad brzegiem jeziora Atitlán, pomiędzy dwoma wulkanami Tolimán (3144 m n.p.m.) i San Pedro (3020 m n.p.m.). Przemysł spożywczy, włókienniczy.